# Michel Boyer (résistant)
Pour les articles homonymes, voir Boyer et Michel Boyer.
Michel Boyer (1922-2013) est un résistant français.

## Biographie
Né le 8 août 1922, Michel Boyer est courtier en vins à Nîmes lorsque éclate la Seconde Guerre mondiale.
Requis pour le service du travail obligatoire en 1943, il se rend à la convocation « sous l’emprise d’une contrainte morale
implacable », et dans la crainte de représailles envers sa famille.
Arrivé à Blechhammer, il résiste mal aux efforts demandés et à la sous-alimentation. Ayant perdu 12 kilos, il se brûle volontairement pour être hospitalisé et affecté ensuite à des travaux moins pénibles. Il crée une filière d’évasion pour les prisonniers britanniques, et, en juillet 1943, lance une quête pour payer le procès d’un ami arrêté. Ayant appris l’allemand, il passe un examen d’interprète.
Ayant obtenu en octobre 1943 une permission pour visiter sa mère malade à Nîmes, il reste sur place et entre dans la clandestinité. En février 1944, il s’engage dans les Milices patriotiques, dans le groupe dirigé par André Bazile. Il distribue divers tracts et journaux sous le manteau, récupère du matériel allemand, et participe à une mission de sauvetage d’aviateurs américains parachutés à Saint-Gilles.
En 1945, il intègre le comité départemental de libération au titre des personnes contraintes au travail en Allemagne.
Après guerre, il est successivement huissier de justice puis administrateur de biens. Engagé dans la vie associative et politique, il est secrétaire fédéral et membre du comité national des Jeunesses socialistes de 1949 à 1951, conseiller municipal de Nîmes de 1953 à 1965 (avec la délégation à la Jeunesse et aux Sports après 1959), et président du conseil d’administration de l’auberge de jeunesse. Il est également engagé dans la défense du devoir de mémoire via plusieurs organisations (Association des victimes et rescapés des camps nazis et du travail forcé, Comité départemental des anciens combattants et victimes de guerre).
Il meurt en septembre 2013.

## Ouvrages
- Le Centre Pablo-Neruda : naissance d’un édifice (préf. Serge Velay), Nîmes, Lacour, 1997 (BNF 36967689).
- Silésie 1943 : un ancien du STO raconte (préf. Aimé Vielzeuf), Nîmes, Lacour, 2000  (ISBN 2-84406-858-8).